# Flintbek
Flintbek ist eine Gemeinde im Kreis Rendsburg-Eckernförde in Schleswig-Holstein.

## Geographie

### Geographische Lage
Das Gemeindegebiet von Flintbek erstreckt sich im Bereich der naturräumlichen Haupteinheit Ostholsteinisches Hügel- und Seenland am Oberlauf des Flusses Eider (auch „Obereider“ genannt) etwa 13 km südwestlich von Kiel.

### Gemeindegliederung
Flintbek gliedert sich in die Ortsteile Kleinflintbek, Großflintbek und Voorde.

### Nachbargemeinden
Direkt angrenzende Gemeindegebiete von Flintbek sind:
| Molfsee            | Kiel (Meimersdorf)                          |                    |
| Rumohr, Blumenthal | Kompassrose, die auf Nachbargemeinden zeigt | Kiel (Moorsee)     |
|                    | Böhnhusen                                   | Boksee, Schönhorst |

## Geschichte
Im heutigen Flintbek gibt es Siedlungsspuren aus der Steinzeit. Die erste urkundliche Erwähnung stammt aus dem Jahr 1220. Der Bau der Flintbeker Kirche  wurde laut Urkunde im Jahre 1223 erlaubt. Die Patronatsrechte hatte das Augustiner-Chorherren-Stift Neumünster. Wann die Kirche tatsächlich gebaut wurde, ist unklar.
Zunächst gab es nur einen Ort Flintbek. Als 1327 eine zu Flintbek gehörende Siedlung außerhalb des Ortes den Zusatz „Klein“ erhielt, wurde der Hauptort in „Großflintbek“ umbenannt. Kleinflintbek hat heute etwa 500 Einwohner und die 1884 gegründete Freiwillige Feuerwehr Kleinflintbek ist die älteste der ehemals drei Feuerwehren in der Gemeinde. 1886 wurde die Freiwillige Feuerwehr Großflintbek gegründet, 1889 die Freiwillige Feuerwehr Voorde. Im Jahre 2019 wurden die Ortswehren Voorde und Großflintbek zur Ortswehr Flintbek zusammengeführt.
Im Jahre 1845 wurde die Gemeinde Voorde nach dem Bau der Bahnlinie Altona – Kiel Bahnstation. Der Bahnhof liegt auf der Gemarkung Voorde, unmittelbar an der Grenze zu Großflintbek und erhielt den Namen Voorde (obgleich Großflintbek größer war). Auch das später eingerichtete Postamt erhielt den Namen Voorde. Der Bahnhof ermöglichte das Zuziehen von Menschen, die im jetzt leicht erreichbaren Kiel Arbeit fanden, und sorgte auch für die Eröffnung einiger Geschäfte und Handwerksbetriebe. Vor allen Dingen war es aber eine Schicht wohlhabender älterer Menschen (Pensionäre, ehemalige Gutspächter, Geschäftsleute), die in Flintbek ihren Feierabend verleben wollten. Die ehemalige Sandkuhle wurde durch die 1907 durchgeführten Bauvorhaben des Fabrikanten Lassen eine besonders schöne Anlage und trug wesentlich zur Strukturveränderung des Dorfes Voorde bei. So entstand, getrennt vom alten Bauerndorf, eine gepflegte Villenanlage. Das bäuerliche Element wurde durch diese Entwicklung stark zurückgedrängt. Die finanziell starken, beweglichen und einflussreichen Geschäftsleute und Pensionäre gewannen größeren Einfluss. Sie pflegten den Ort und zeigten sich vielen Neuerungen aufgeschlossen. So erhielt das Dorf Voorde schon vor der Jahrhundertwende ein Elektrizitätswerk und die Lassenhäuser eine zentrale Wasserversorgung, die noch 1951 in Betrieb war.
Das heutige Gemeindegebiet bestand ursprünglich aus den drei Gemeinden Großflintbek, Kleinflintbek und Voorde, die zusammen mit Böhnhusen zum Amtsbezirk Flintbek und damit zum Kreis Kiel bzw. Bordesholm gehörten. Nach Auflösung des Kreises Bordesholm 1932 kamen die Gemeinden zum Kreis Plön.
Im Jahre 1937 wurde Voorde nach Großflintbek eingemeindet. 1938 erfolgte die Eingemeindung von Kleinflintbek und Umbenennung in Flintbek. 1948 wurde Flintbek amtsfreie Gemeinde.
Am 29. März 1944 wurden vier Kriegsgefangene durch die Gestapo ermordet, die zuvor aus dem Stalag Luft III ausgebrochen waren. Seit dem 29. März 2018 erinnert eine Gedenktafel im Ortsteil Rotenhahn an der Landesstraße 318 an das Geschehen.
Im Jahre 1970 erfolgte die Eingliederung in den Kreis Rendsburg-Eckernförde. Danach bildet Flintbek mit den Gemeinden Böhnhusen, Schönhorst und Techelsdorf das Amt Flintbek und führte die Verwaltungsgeschäfte für dieses Amt. Mit der Bildung des Amtes Eidertal zum 1. Juni 2023 aus den Ämtern Flintbek und Molfsee gab die Gemeinde die hauptamtliche Verwaltung auf. Flintbek ist Verwaltungssitz des Amtes Eidertal.

## Ortsname
Im Jahre 1223 wurde der Ortsname als „uilla Vlintbeke“ verschriftlicht. Kleinflintbek wurde 1338 „Lutteken Vlyntbeke“ genannt. Als Kompositum aus altsächsisch vlint- und -bek bedeutet der Name Bach mit den Flintsteinen. Der Bachname ging auf die Siedlung über.

## Politik

### Gemeindevertretung
• Kommunalwahl 2018: Die 19 Sitze der Gemeindevertretung verteilten sich nach der Gemeindewahl am 6. Mai 2018 wie folgt auf die Parteien und Listen:
| Partei / Liste | CDU    | SPD    | Grüne  | FDP    | UWF*   |
| -------------- | ------ | ------ | ------ | ------ | ------ |
| Sitze          | 6      | 5      | 3      | 2      | 3      |
| Stimmenanteil  | 28,9 % | 25,8 % | 16,5 % | 12,2 % | 16,6 % |

* Unabhängige Wählergemeinschaft Flintbek
- SPD: 4
- Grüne: 5
- UWF: 3
- FDP: 1
- CDU: 6

- Kommunalwahl 2023: Von den 13 Sitzen in der Gemeindevertretung hatte die CDU sechs Sitze, die GRÜNEN fünf, die SPD vier, die Wählergemeinschaft UWF drei und die FDP einen.[10]

### Bürgermeister
Bürgermeister von Flintbek ist seit 2024 Stefan Bettin (parteilos). Er wurde bei einer Stichwahl am 24. März 2024 mit 64,3 Prozent der Stimmen gewählt. Sein unterlegener Gegenkandidat Ralf Tesler erhielt 35,7 Prozent. Bettin hatte bereits die meisten Stimmen bei der Bürgermeisterwahl am 10. März 2024 erhalten, eine absolute Mehrheit jedoch verfehlt, sodass eine Stichwahl notwendig geworden war.

### Wappen
Blasonierung: „Durch einen im Verhältnis 3 : 1 geteilten, oben blauen, unten silbernen Wellenbalken von Silber und Grün geteilt. Oben drei aufrechte, gestielte grüne Eichenblätter nebeneinander, unten ein mit der Schneide nach unten weisendes geschäftetes silbernes Flintbeil.“
Die drei Eichenblätter stellen symbolisch die drei Ortsteile Voorde, Großflintbek und Kleinflintbek mit ihren noch heute erhaltenen Dorfeichen dar. Die beiden Wellenbänder stehen für die quer durch den Ort fließenden Flüsse Eider und Flintbek und das Flintbeil symbolisiert die archäologische Bedeutung der Umgebung Flintbeks.

### Gemeindepartnerschaften
Flintbek unterhält seit 1985 eine Gemeindepartnerschaft mit der italienischen Stadt Romano d’Ezzelino.

## Sehenswürdigkeiten
In der Liste der Kulturdenkmale in Flintbek stehen die in der Denkmalliste des Landes Schleswig-Holstein eingetragenen Kulturdenkmale.
Der Eidertalwanderweg zieht sich zum Teil durch den Flintbeker Ortsteil Voorde und lädt den Naturfreund zu ausgedehnten Spaziergängen ein.
Besonders sehenswert sind die ab 1223 erbaute Flintbeker Kirche und die rund 1000-jährige Flintbeker Eibe.
Das am Ortsrand gelegene unbeheizte Freibad ist im Sommer ein Anlaufpunkt für Einheimische.
Gegenüber dem Freibad ist eine Kanu-Anlegestelle, von der aus man die Eider durch das Eidertal in beide Richtungen befahren kann und an Örtlichkeiten entlang kommt, die man landseitig nicht erreichen kann.

## Flintbeker Sichel
In den Jahren von 1977 bis 1996 wurde in der Feldmark der Gemeinde Flintbek mit der sog. „Flintbeker Sichel“ ein sich über 4 km erstreckendes bronze- und eisenzeitliches Gräberfeld mit über 70 Fundstellen archäologisch erschlossen. Dabei wurde eine aus dem 4. vorchristlichen Jahrtausend stammende, und damit die „weltweit älteste Spur eines Radfahrzeuges“ entdeckt. Außerdem fanden sich aus der Zeit von 1700 v. Chr. bis 1000 v. Chr. stammende Hakenpflugspuren. Die Grabfunde zur sogenannten „Ilmenau-Frau“ aus dem 15. vorchristlichen Jahrhundert weisen darauf hin, dass dort eine Frau bestattet wurde, die aus Nordniedersachsen zugewandert war. Seit 2020 wurden außerdem wiederholt Siedlungsspuren aus der Zeit der Völkerwanderung gefunden.

## Persönlichkeiten
- Martin Coronaeus (1588–1665), Pastor
- Wilhelm Biernatzki (1855–1940), Landwirt, Journalist und Verbandsfunktionär
- August Rathmann (1895–1995), Jugendfunktionär, Autor und Politiker
- Hans Heitmann (1904–1970), Lehrer und Schriftsteller, schrieb überwiegend in plattdeutscher Sprache
- Werner Loch (1928–2010), Professor für Allgemeine Pädagogik (Universität Kiel)
- Martin Metzger (1928–2018), emeritierter Professor für Altes Testament und Biblische Archäologie (Universität Kiel)
- Gerd Michelsen (* 1948), Seniorprofessor für Nachhaltigkeitsforschung an der Leuphana Universität Lüneburg
- Jürgen Newig (1941–2015), Professor für Geographie und Geographiedidaktik (Universität Kiel)
- Andrea Schacht (1956–2017), Schriftstellerin
- Axel Möller (* 1957), Fußballspieler

## Bilder

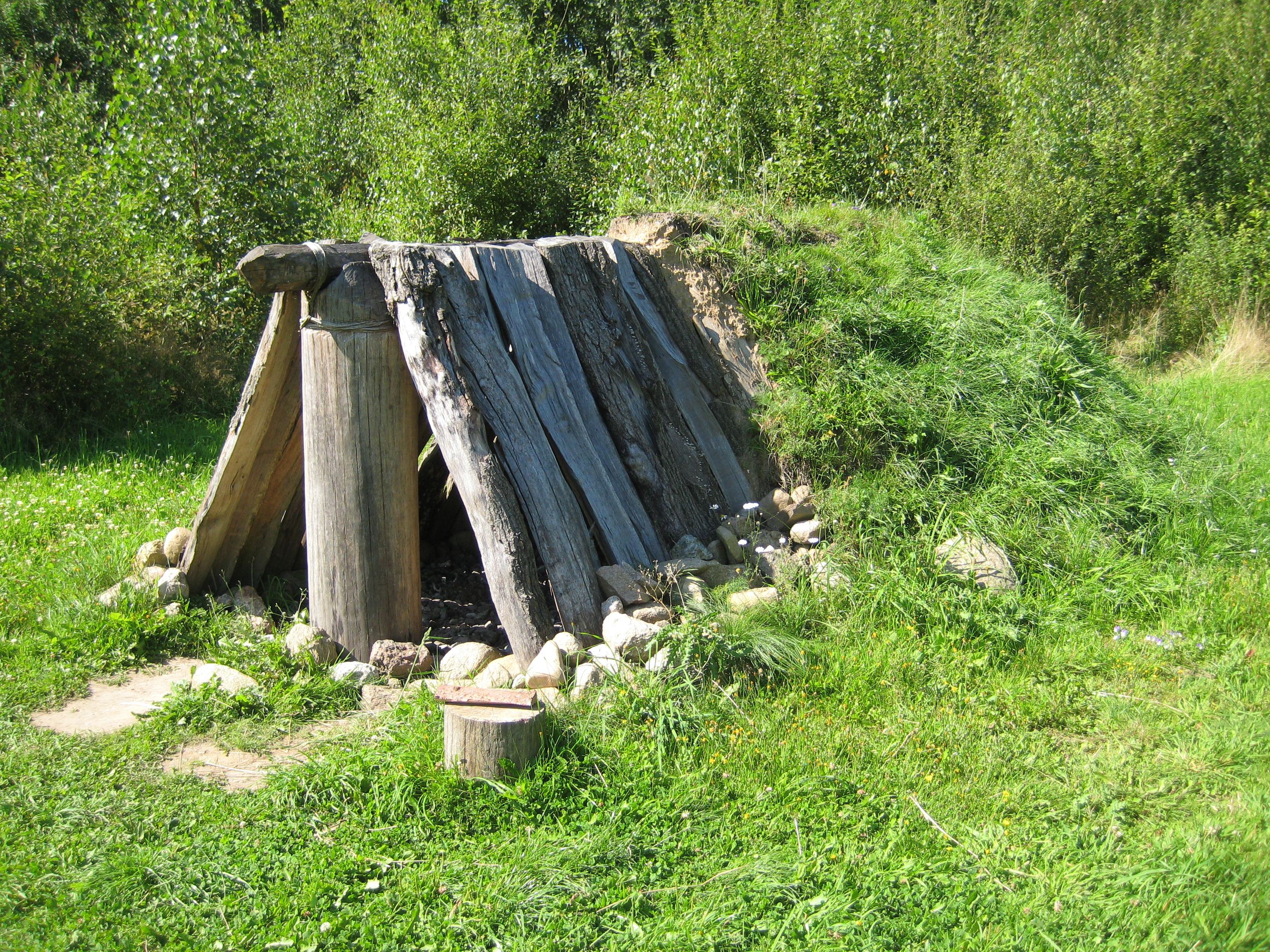
Nachbildung einer Totenhütte aus Flintbek im Archäologisch-Ökologischen Zentrum Albersdorf
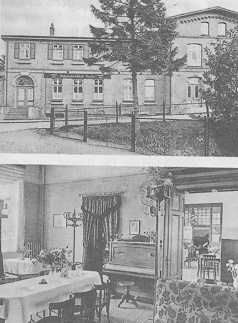
Bahnhof Voorde um 1930 mit Wartesaal I. und II. Klasse
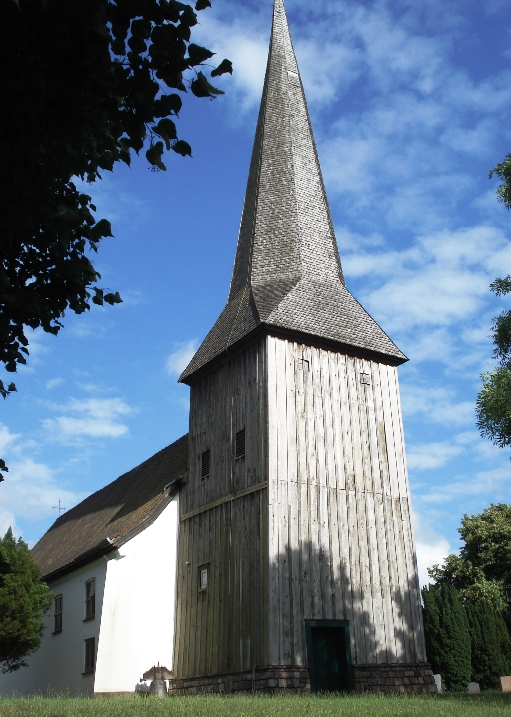
Flintbeker Kirche
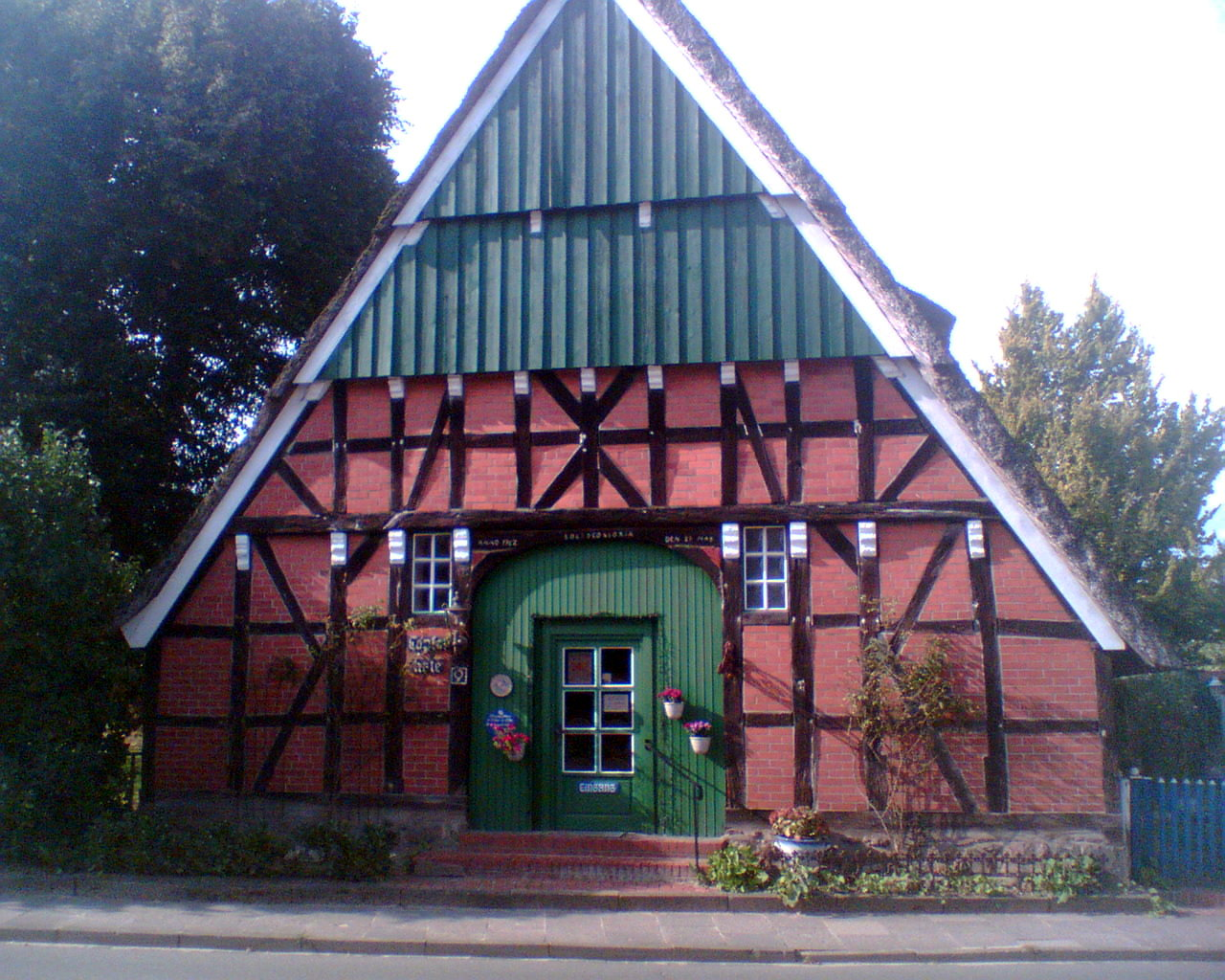
Töpferkate in der Dorfstraße
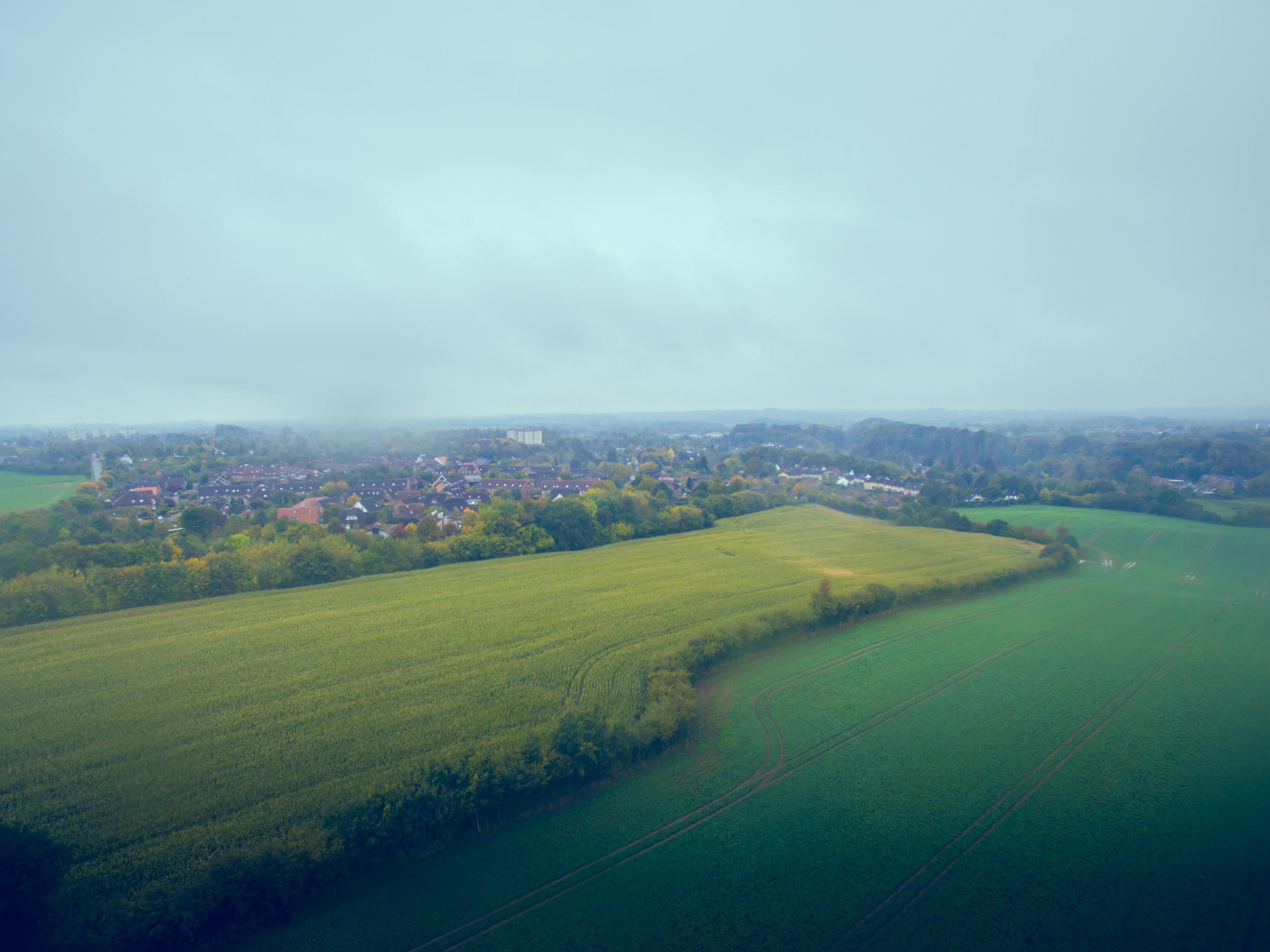
Luftaufnahme vom Norden Flintbeks